# Bussey (Iowa)
Bussey è un comune degli Stati Uniti d'America, situato nello Stato dell'Iowa, nella contea di Marion.